# Runomancie

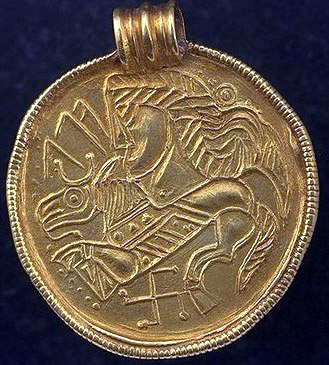
Bractéate G 205 (v. au s.), portant l'inscription alu.

La runomancie, est ce que l'on appelle communément la « divination des runes ». -Mancie vient du grec ancien manteía (μαντεία) qui signifie « divination ». Rune vient du vieux norrois rún qui signifie « secret ; murmure ». La runomancie est donc un art divinatoire par le moyen des runes. Elle est l'art de découvrir les secrets.
Ne pas confondre avec la runologie qui est l'étude archéologique et historique des inscriptions runiques.
Il existe des traces historiques de cette pratique de l'âge de fer romain à l'âge du fer germanique, avec des inscriptions non-linguistiques et le mot Alu. Un Erilaz semble avoir été une personne versée dans les runes, y compris dans leurs applications magiques, selon les sources médiévales, dont l'Edda poétique. Le Sigrdrífumál mentionne des « runes de victoire » à graver sur une épée viking, « certaines sur la poignée et certaines sur l'incrustation, et appeler Tyr à deux reprises ».
Au début de l'ère moderne, le folklore et la superstition liés aux runes nous sont parvenus sous la forme des symboles magiques islandais. Au début du XXe siècle, l’ariosophie a forgé de nouvelles formes de « magie runique », dont certaines se sont prolongées chez les adeptes contemporains de néo-paganisme nordique. Les systèmes modernes de « divination runique » se fondent sur l’hermétisme, l’occultisme classique, et le Yi Jing.

## Preuves historiques

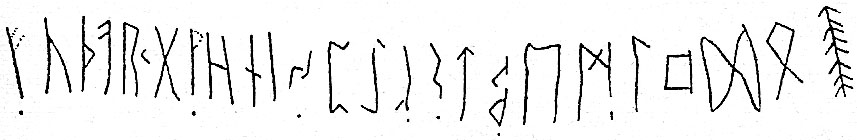
L'inscription sur la pierre de Kylver se termine avec une rune liée qui associe six Tiwaz pour invoquer le dieu Týr et quatre Ansuz pour invoquer Æsir.

En plus des « runes de victoire » mentionnées dans le Sigrdrífumál, l’Edda poétique semble aussi corroborer l'importance magique des runes, l’Hávamál où Odin mentionne les runes dans un contexte de divination, de guérison et de nécromancie :
« Certain est ce que l'on cherche dans les runes / que les dieux très grands ont créées / et le Maître-Poète a peintes » (79)
« Des runes j'ai entendu les mots, sans que soient désirés des conseils / à la salle de Hor » (111)
« L'herbe guérit la plaie / et les runes les blessures de l'épée » (137)
« Si du haut d'un arbre / je vois un pendu se balancer / Ainsi j'écris et colorie les runes / Car dorénavant il passe / et me parle ». (158)
Historiquement, il est connu que les peuples germaniques employaient plusieurs formes de divination et de moyens d’interpréter les présages. Tacite (Germania, 10) donne un témoignage de seconde-main détaillé :
« Aucun peuple ne pratique avec plus d'assiduité les augures et la divination. L'usage de la cléromancie est simple. Une petite branche est coupée d'un arbre fruitier, et taillée en petits morceaux ; ces derniers sont différenciés par certaines marques, et jetés négligemment et au hasard sur un vêtement blanc. Pour les questions publiques, le prêtre de l'état particulier, en privé, le père de famille, invoques les dieux, et, les yeux tournés vers le ciel, prend chaque morceau de bois trois fois, et trouve en eux un sens d'après la marque qui y a été précédemment gravée. Si l'augure est favorable, il n'y a plus d'autre consultation sur le sujet dans la journée ; s'ils l'autorisent, la confirmation de l'augure est encore requise ».
Notons cependant que Tacite fait mention de "certaines marques" sans nommer les runes à proprement parler. Il est probable qu'il s'agisse bel et bien de runes mais il n'y a aucune certitude.
D’autres sources citées sont le chapitre 38 de la saga des Ynglingar de Snorri Sturluson, où Granmar, le roi de Södermanland, voyage vers le temple d'Uppsala pour le sacrifice saisonnier. « Là, les copeaux tombèrent d'une manière qui disait qu'il ne vivrait pas longtemps ».
Les runes étaient donc utilisées dans les arts divinatoires puisqu'elles étaient tracées sur les morceaux de bois mais selon Régis Boyer n'avaient pas de caractères magiques en elles-mêmes :  « Reste à évoquer l'agaçant problème de leur valeur prétendument magique par définition. [...] Mais je dis que ce sont là affabulations complaisantes, certainement imitées de modèles bibliques ou classiques. Je me range résolument à l'opinion de L. Musset, lui-même disciple sur ce point d'A. Baeksted. À savoir : les runes sont une écriture comme une autre, capables de convoyer des opérations magiques, mais certainement pas conçues dans ce sens. [...] Les inscriptions runiques s'appliquent à tous les domaines possibles de l'activité humaine. ».

## Systèmes modernes

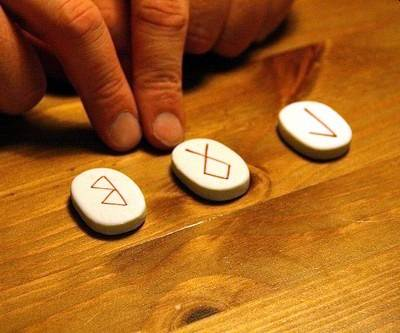
Divination runique avec des carreaux de céramique

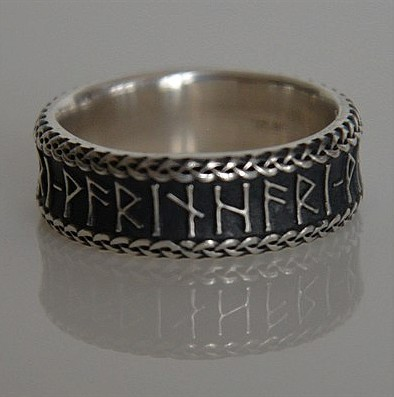
L'écriture runique gravée sur cette bague -ᚹᚨᚱᛁᚾᚺᚨᚱᛁ- était utilisée par les peuples de l'Europe du Nord pendant la période Mérovingienne. Le mot « rune » est issu d'un mot germanique qui signifie « mystère ».

Les runes d'Armanen « révélées » à Guido von List en 1902 ont connu un usage magique par des occultistes nazis, autour de la Seconde Guerre mondiale. Plus récemment, des occultistes néo-païens se sont fondés sur le système de List.
Plusieurs systèmes modernes de magie runique et de divination runique ont été publiés dans les années 1980 et 1990. Le premier livre sur la divination runique, écrit par Ralph Blum en 1982, mena au développement du jeu de runes conçues pour plusieurs systèmes semblables de bonne aventure, dans lesquels les runes sont incisées dans l'argile, des carreaux de pierre, des cristaux, des morceaux de résine, de verre, ou de pierres polies, puis tirées une à une d'un sac fermé ou jetées au hasard avant d'être lues. Les sources de Blum pour ses interprétations reposent largement sur les livres décrivant la divination du Yi Jing en Chine.